# Kulturproposition
Kulturproposition är en proposition (ett förslag) från en regering till ett parlament om kulturpolitikens inriktning. I Sverige har, sedan kultur blev ett politikområde under 1970-talet (efter att frågorna tidigare hanterats av det svenska ecklesiastikdepartementet), två sådana propositioner förekommit Kulturpropositionen 1974 och Kulturpropositionen 2009.